# Torsten Rellensmann
Torsten Rellensmann (ur. 27 grudnia 1962 w Dortmundzie) – niemiecki kolarz torowy i szosowy reprezentujący wcześniej RFN, dwukrotny medalista torowych mistrzostw świata.

## Kariera
Największe sukcesy w karierze Torsten Rellensmann osiągnął w 1989 roku, kiedy podczas mistrzostw świata w Lyonie wywalczył brązowe medal w wyścigu ze startu zatrzymanego zawodowców oraz derny. W pierwszym wyścigu tym wyprzedzili go jedynie dwaj reprezentanci Włoch: Giovanni Renosto i Walter Brugna, a w drugim uległ tylko Danny'emu Clarkowi z Australii i ponownie Walterowi Brugnie. Rellensmann wielokrotnie zdobywał medale torowych mistrzostw kraju, w tym 1989 i 1996 roku był najlepszy w wyścigu ze startu zatrzymanego. Startował także na szosie, jednak nie odniósł większych sukcesów. Nigdy nie brał udziału w igrzyskach olimpijskich.